# يواكيم أولسن
يواكيم أولسن (بالدنماركية: Joachim B. Olsen)‏ مواليد 31 مايو 1977 في آلبورغ، هو لاعب دفع جلة دانمركي. شارك في دورة الألعاب الأولمبية وحصل على الميدالية البرونزية.

## سجل المنافسة
| العام         | المسابقة                                    | المكان             | المركز        | حدث           | ملاحظة        |
| يمثل الدنمارك | يمثل الدنمارك                               | يمثل الدنمارك      | يمثل الدنمارك | يمثل الدنمارك | يمثل الدنمارك |
| ------------- | ------------------------------------------- | ------------------ | ------------- | ------------- | ------------- |
| 1996          | بطولة العالم للناشئين لألعاب القوى 1996     | سيدني              | 23            | رمي القرص     | 46.26 م       |
| 1999          | بطولة أوروبا لألعاب القوى تحت 23 سنة 1999   | غوتنبرغ، السويد    | 2             | دفع الجلة     | 19.50 م       |
| 1999          | بطولة أوروبا لألعاب القوى تحت 23 سنة 1999   | غوتنبرغ، السويد    | 11            | رمي القرص     | 54.97 م       |
| 1999          | بطولة العالم لألعاب القوى 1999              | إشبيلية            | 22            | دفع الجلة     | 19.13 م       |
| 2000          | الألعاب الأولمبية الصيفية 2000              | سيدني              | 17            | دفع الجلة     | 19.41 م       |
| 2001          | بطولة العالم لألعاب القوى 2001              | إدمونتون           | 11            | دفع الجلة     | 20.38 م       |
| 2002          | بطولة أوروبا لألعاب القوى داخل الصالات 2002 | فيينا              | 2             | دفع الجلة     | 21.23 م       |
| 2002          | بطولة أوروبا لألعاب القوى 2002              | ميونخ              | 2             | دفع الجلة     | 21.16 م       |
| 2003          | بطولة العالم لألعاب القوى داخل الصالات 2003 | برمنغهام (إنجلترا) | 8             | دفع الجلة     | 20.12 م       |
| 2003          | بطولة العالم لألعاب القوى 2003              | باريس              | 9             | دفع الجلة     | 20.14 م       |
| 2004          | بطولة العالم لألعاب القوى داخل الصالات 2004 | بودابست            | 3             | دفع الجلة     | 20.99 م       |
| 2004          | الألعاب الأولمبية الصيفية 2004              | أثينا              | 2             | دفع الجلة     | 21.07 م       |
| 2005          | بطولة أوروبا لألعاب القوى داخل الصالات 2005 | مدريد              | 1             | دفع الجلة     | 21.19 م       |
| 2005          | بطولة العالم لألعاب القوى 2005              | هلسنكي             | 5             | دفع الجلة     | 20.73 م       |
| 2006          | بطولة العالم لألعاب القوى داخل الصالات 2006 | موسكو              | 2             | دفع الجلة     | 21.16 م       |
| 2006          | بطولة أوروبا لألعاب القوى 2006              | غوتنبرغ            | 2             | دفع الجلة     | 21.09 م       |
| 2007          | بطولة أوروبا لألعاب القوى داخل الصالات 2007 | برمنغهام (إنجلترا) | 3             | دفع الجلة     | 20.55 م       |
| 2007          | بطولة العالم لألعاب القوى 2007              | أوساكا             | 4             | دفع الجلة     | 20.62 م       |
| 2008          | الألعاب الأولمبية الصيفية 2008              | بكين               | 22            | دفع الجلة     | 19.74 م       |

## روابط خارجية
- يواكيم أولسن على موقع IMDb (الإنجليزية)
- يواكيم أولسن على موقع الاتحاد الدولي لألعاب القوى (الإنجليزية)
- يواكيم أولسن على موقع اللجنة الأولمبية الدولية (الإنجليزية)
- يواكيم أولسن على موقع أوليمبيديا (الإنجليزية)